# Полювання на лисиць (фільм)
«Полювання на лисиць» (рос. «Охота на лис») — радянський фільм режисера Вадима Абдрашитова, який вийшов на екрани в 1980 році.

## Сюжет
Два молодики побили робітника і були справедливо покарані: один отримав умовний термін, а інший потрапив в колонію. Але потерпілого не покидає думка про те, як тепер складеться доля підлітків. Він починає регулярно їздити на побачення з ув'язненим в надії достукатися до його серця. Однак бажаний результат не досягнутий — з боку правопорушників немає особливого каяття, чого домагався потерпілий; з іншого боку, як родичі засуджених не просили піти на мирову, малолітній правопорушник все одно потрапив в колонію; після за клопотанням потерпілого правопорушник звільнений достроково. Полювання на лисиць перетворилося на «полювання на відьом». Втім, зла ніхто ні на кого не тримає. Екзистенційна драма на основі епізоду з життя радянського робітника кінця 1970-х — початку 1980-х років. Головний герой цієї драми захоплюється цікавим і зараз вже рідкісним видом радіоспорту з однойменною назвою «полювання на лисиць».

## У ролях
- Володимир Гостюхін —  Віктор Бєлов
- Ірина Муравйова —  Марина Бєлова
- Ігор Нефьодов —  Володимир Бєліков
- Дмитро Харатьян —  Костя Стрижак
- Алла Покровська —  Ольга Сергіївна, мати Стрижака
- Ігор Безяєв —  дядя Коля
- Валентина Сафонова —  Аня
- Андрій Турков —  Валерик, син Бєлова
- Юрій Леонідов —  адвокат
- Юрій Міхеєнков —  лейтенант
- Михайло Бочаров —  Віктор Семенович, голова завкому
- Маргарита Жарова —  суддя
- Антоніна Кончакова —  мати Бєлікова
- Микола Сморчков —  міліціонер

## Знімальна група
- Режисер — Вадим Абдрашитов
- Сценарист — Олександр Міндадзе
- Оператор — Юрій Невський
- Композитор — Едуард Артем'єв
- Художник — Володимир Коровін